# Uranotaenia syntheta
Uranotaenia syntheta är en tvåvingeart som beskrevs av Dyar och Shannon 1924. Uranotaenia syntheta ingår i släktet Uranotaenia och familjen stickmyggor. Inga underarter finns listade i Catalogue of Life.